# Suicide Season
Albums de Bring Me the Horizon
Count Your Blessings
(2006) Suicide Season: Cut Up!
(2009)
Singles
1. The Comedown
Sortie : 12 août 2008
2. Chelsea Smile
Sortie : 15 août 2008
3. Diamonds Aren't Forever
Sortie : 2009
4. The Sadness Will Never End
Sortie : Avril 2009

Suicide Season est le deuxième album studio du groupe de deathcore anglais Bring Me the Horizon, sorti le 29 septembre 2008 sous le label Visible Noise.
L'album est très différent de son prédécesseur, Count Your Blessings, il a d'ailleurs été décrit par le groupe comme étant plus expérimental, d'influences de genres beaucoup plus variés, que chaque titre est très différent l'un de l'autre.
Le titre Football Season Is Over est une référence à la lettre de suicide du journaliste du Gonzo Hunter S. Thompson, faisant un écho au titre de l'album.
L'album entier a été remixé par différents artistes, et est ressorti sous le nom de Suicide Season: Cut Up!

## Ventes de l'album
L'album a atteint la 47e place au UK Albums Chart ainsi que la 28e place du Australian ARIA Albums Chart. L'album a également atteint la 107e place du classement Billboard 200, en se vendant plus de 6 600 exemplaires lors de sa première semaine d'exploitation.

## Liste des morceaux
1. The Comedown - 4:09
2. Chelsea Smile - 5:02
3. It Was Written in Blood - 4:03
4. Death Breath - 4:21
5. Football Season Is Over - 1:56
6. Sleep With One Eye Open - 4:16
7. Diamonds Aren't Forever - 3:48
8. The Sadness Will Never End - 5:22
9. No Need for Introductions, I've Read About Girls Like You on the Backs of Toilet Doors - 1:00
10. Suicide Season - 8:17

## Musiciens
- Oliver Sykes − chant
- Lee Malia − guitare
- Curtis Ward − guitare
- Matt Kean − basse
- Matt Nicholls − batterie